# Ternóvoie (Stari Oskol)
|  | Per a altres significats, vegeu «Ternóvoie». |

Ternóvoie - Терновое (rus) - és un poble de l'óblast de Bélgorod, a Rússia. El 2010 tenia 188 habitants. Pertany al districte (raion) de Stari Oskol.